# Bernardo Tacca
Bernardo Tacca (Carrara, 1º ottobre 1794 – Carrara, 1832) è stato uno scultore italiano.

## Biografia
Bernardo Tacca nacque a Carrara il 1º ottobre 1794 da una famiglia nobile della città: il padre, Giuseppe Nicolao Tacca, fu comandante della piazza militare di Carrara mentre la madre, anch'essa nobile, era figlia del conte Francesco Pisani.
La famiglia Tacca fu sempre in buoni rapporti e strettamente legata agli ambienti del governo restaurato di Maria Beatrice Cybo d'Este e non è escluso che fosse in diretta amicizia con la Granduchessa.
La formazione scolastica di Bernardo si svolse sotto il Principato dei Baciocchi amministrato da Elisa Bonaparte e sotto gli insegnamenti di Lorenzo Bartolini e Baptiste Desmarais, voluti proprio dalla Bonaparte: Tacca partecipò a molti concorsi indetti per gli allievi giovani, spesso in competizione con il rivale di sempre, Luigi Bienaimè.
Tacca fu menzionato nei premi di incoraggiamento del 1808 e nei premi maggiori del 1810 per un disegno dalla statua sedente di Letizia Romolino Bonaparte: dopo il 1817, restaurato il governo d'Este, concorse per il Pensionato in Roma in competizione con Bienaimè, che gli verrà preferito quell'anno e anche il seguente.
Tacca si recò comunque a Roma dove proseguì gli studi presso l'Accademia di San Luca e l'atelier di Bertel Thorvaldsen: su decreto di Maria Beatrice, Bienaimè fu "fortemente consigliato" di dividere il suo Pensionamento con il nemico di sempre.
Negli anni seguenti, Bernardo Tacca lavorò a stretto contatto con l'Accademia di San Luca e con l'Accademia di Carrara, di cui divenne docente ordinario.
Nel novembre del 1829 fu incaricato assieme ad altri scultori di eseguire la Clemenza, una delle statue allegoriche degli apparati funebri in onore di Maria Beatrice d'Este.
Morì ancora giovane nel 1832 nell'antica abitazione di piazza Alberica.

## Opere più importanti
- Narciso al fonte, 1822, Saggio Pensionato in Roma
- Baccante, 1826, Saggio Pensionato in Roma